# Afrikaspiele 2019/Leichtathletik – 1500 m der Männer
Der 1500-Meter-Lauf der Männer bei den Afrikaspielen 2019 fand am 29. und 30. August im Stade Moulay Abdallah in Rabat statt.
24 Läufer aus 13 Ländern nahmen an dem Wettbewerb teil. Die Goldmedaille gewann George Manangoi mit 3:38,27 min, Silber ging an Ayanleh Souleiman mit 3:38,44 min und die Bronzemedaille gewann Charles Cheboi Simotwo mit 3:38,51 min.

## Rekorde
| Weltrekord        | Hicham El Guerrouj | 3:26,00 min | Rom, Italien                                | 14. Juli 1998 |
| Rekord der Spiele | Kipchoge Keino     | 3:34,01 min | Afrikaspiele in Brazzaville, Republik Kongo | Juli 1965     |

## Halbfinale
Aus den zwei Halbfinalläufen qualifizierten sich die jeweils vier Ersten jedes Laufes – hellblau unterlegt – und zusätzlich die vier Zeitschnellsten – hellgrün unterlegt – für das Finale.

### Lauf 1
29. August 2019, 17:42 Uhr
| Platz | Athlet                 | Land             | Zeit (min) |
| ----- | ---------------------- | ---------------- | ---------- |
| 1     | Hicham Ouladha         | Marokko          | 3:38,60    |
| 2     | Boaz Kiprugut          | Kenia            | 3:38,62    |
| 3     | Kebede Endale          | Äthiopien        | 3:39,24    |
| 4     | Gabriel Geay           | Tansania         | 3:39,30    |
| 5     | Abdullahi Jama Mohamed | Somalia          | 3:39,97    |
| 6     | Youssouf Hiss Bachir   | Dschibuti        | 3:40,04    |
| 7     | Birhanu Sorsa Itaha    | Äthiopien        | 3:42,62    |
| 8     | Guem Guem              | Südsudan         | 3:43,36    |
| 9     | Dey Tuach Dey          | Südsudan         | 3:43,79    |
| 10    | Tshepiso Masalela      | Botswana         | 3:50,29    |
| 11    | Manuel Benjamin        | Äquatorialguinea | 3:54,41    |
|       | Ali Hisseine Mahmat    | Tschad           | DNS        |
|       | Abdessalem Ayouni      | Tunesien         | DNS        |

### Lauf 2
29. August 2019, 17:52 Uhr
| Platz | Athlet                              | Land             | Zeit (min) |
| ----- | ----------------------------------- | ---------------- | ---------- |
| 1     | Abdalaati Iguider                   | Marokko          | 3:42,98    |
| 2     | Charles Cheboi Simotwo              | Kenia            | 3:43,15    |
| 3     | Ayanleh Souleiman                   | Dschibuti        | 3:43,42    |
| 4     | George Manangoi                     | Kenia            | 3:43,44    |
| 5     | Teddese Lemi                        | Äthiopien        | 3:43,85    |
| 6     | Hicham Akankam                      | Marokko          | 3:44,41    |
| 7     | Abdi Waiss Mouhyadin                | Dschibuti        | 3:44,98    |
| 8     | Meron Yemane                        | Eritrea          | 3:48,02    |
| 9     | Ngouari Mouissi Alex Franck Cliford | Republik Kongo   | 3:48,12    |
| 10    | Wol Wol                             | Südsudan         | 3:48,43    |
| 11    | Patrick Nibafasha                   | Burundi          | 3:49,25    |
| 12    | Mohammad Llshad Dookun              | Mauritius        | 4:01,99    |
| 13    | Melchor Oyono Abaga                 | Äquatorialguinea | 4:22,63    |
|       | Hamada Ahmed                        | Ägypten          | DNS        |

## Finale
30. August 2019, 17:45 Uhr
| Platz | Athlet                 | Land      | Zeit (s) |
| ----- | ---------------------- | --------- | -------- |
|       | George Manangoi        | Kenia     | 3:38,27  |
|       | Ayanleh Souleiman      | Dschibuti | 3:38,44  |
|       | Charles Cheboi Simotwo | Kenia     | 3:38,51  |
| 4     | Abdalaati Iguider      | Marokko   | 3:38,59  |
| 5     | Hicham Ouladha         | Marokko   | 3:39,00  |
| 6     | Gabriel Geay           | Tansania  | 3:39,29  |
| 7     | Kebede Endale          | Äthiopien | 3:40,01  |
| 8     | Boaz Kiprugut          | Kenia     | 3:40,44  |
| 9     | Abdullahi Jama Mohamed | Somalia   | 3:41,49  |
| 10    | Birhanu Sorsa Itaha    | Äthiopien | 3:42,97  |
| 11    | Guem Guem              | Südsudan  | 3:45,94  |
|       | Youssouf Hiss Bachir   | Dschibuti | DNF      |